# Michael Bolton
Michael Bolton (sinh ngày 26 tháng 2 năm 1953), tên thật Michael Bolotin, là một ca sĩ tự viết nhạc người Mỹ. Bolton lúc đầu chơi nhạc hard rock và heavy metal từ giữa thập niên 1970 cho tới giữa thập niên 1980, cả với những đĩa nhạc solo và các thu âm khác chung với ban nhạc Blackjack. Sau đó ông nổi tiếng hơn nhờ đổi sang chơi loại nhạc pop rock điệu chậm vào cuối thập niên 1980.
Michael Bolton có chất giọng spinto tenor đặc trưng, hơi khàn và nam tính. Phong cách âm nhạc rất đa dạng. Ông đi theo thể loại pop rock và cả nhạc nhẹ.
Thành tích Bolton bao gồm số đĩa bán được là hơn 75 triệu, 8 đĩa đạt được top 10 và 2 đĩa đơn đứng quán quân trong bảng sắp hạng Billboard, cũng như đạt được nhiều giải American Music và Grammy.